# Суперфінішування
Суперфінішува́ння — це процес оздоблювальної абразивної обробки поверхні за допомогою спеціальної головки з абразивними брусками, яким надається складний рух відносно поверхні обробки. Методом суперфінішування обробляють плоскі, циліндричні (зовнішні і внутрішні), конічні і сферичні поверхні заготовок із загартованої сталі, рідше із чавуну і бронзи.

## Призначення
Обробку поверхонь методом суперфінішування проводять, в основному, для того, щоб зменшити шорсткість, що залишилася від попередньої обробки. При цьому змінюється висота й вид мікровиступів. Оброблена поверхня має сітчастий рельєф, а кожний мікровиступ закругляється. Поверхня виявляється надзвичайно гладкою, добре працює в контакті з іншими деталями і забезпечує сприятливіші умови взаємодії поверхонь тертя.
Суперфінішування забезпечує 3-5-й квалітети точності при шорсткості до Ra (0,1…0,02) мкм

## Режими суперфінішування
Головці з абразивними брусками надається коливання з певною амплітудою 2…6 мм та частотою V = 200…1000 коливань за хвилину. Заготовка обертається зі швидкістю на поверхні обробки Sоб = (1…7) м/хв, а головка переміщається зворотно-поступально уздовж поверхні, що підлягає обробці Sпр. Бруски притискаються до поверхні з питомим зусиллям p = (0,05…0,25) МПа.
Важливе значення при суперфінішуванні має змащувально-охолоджувальна рідина. Вона створює мастильну плівку на поверхні. Найвищі мікронерівності проривають її і у першу чергу зрізуються абразивом. Зі зменшенням шорсткості площа контакту брусків з поверхнею збільшується, а тиск на неї зменшується. Коли настає такий момент, що тиск брусків не може зруйнувати плівку рідини на поверхні, вона стає суцільною, і виникають умови для рідинного тертя. Процес обробки автоматично завершується. Як змащувально-охолоджувальну рідину використовують суміш гасу з веретенною або турбінною оливою.

## Вимоги до абразивних брусків
Найкращі результати одержують при обробці заготовок зі сталі брусками з електрокорунду, а при обробці заготовок із чавуну і кольорових металів — зерном з карбіду кремнію. У більшості випадків застосовують бруски на керамічній і бакелітовій зв'язці. Застосування алмазних брусків збільшує не тільки продуктивність обробки, але і стійкість інструмента у 80…100 разів. Алмазні бруски працюють на тих же режимах, що і абразивні, але з більшим притисканням.
Величину і форму абразивних брусків визначають розміри і конфігурація оброблюваної заготовки. Для коротких відкритих ділянок деталі довжина брусків має дещо перевищувати довжину оброблюваної поверхні. При наявності уступів із двох боків довжина брусків має бути трохи меншою за довжину оброблюваної поверхні. Найчастіше для суперфінішування використовують два бруски, а при обробці великих деталей — три або чотири.